# Poker
Poker je popularna kartaška igra u kojoj se igrači sa zatvorenim ili djelomično zatvorenim kartama klade u središnji pot. Pot osvaja osoba s najjačom kombinacijom karata ili osoba koja je povisila ulog, a ostali su odustali.

## Povijest
O povijesti pokera se može debatirati. Nalik je Perzijskoj igri as nas, i moguće su ju perzijski mornari prenijeli u New Orleans. Ime je porijeklom nastalo od francuske riječi "poque", koja je porijeklom iz njemačke riječi "pochen". Nije jasno porijeklo pokera i veza s igrama ovih naziva. Igra je povezana s istim porijeklom renesansne igre primero i francuskog brelana. Engleska igra brag ,jasno nastala od brelana, a uključivala je blefiranje. Moguće je da su sve ove igre pridonijele stvaranju pokera kakvog znamo danas.
Engleski pisac Joseph Crowell izvijestio je da se igra igrala u New Orleansu 1829., sa špilom od 20 karti i četiri igrača koji se međusobno klade da imaju najjaču ruku. Jonathan H. Green je u knjizi, An Exposure of the Arts and Miseries of Gambling (G. B. Zieber, Philadelphia, 1843) opisao širenje igre preko brodova na Mississippiju, gdje je igra bila obična zabava. Širila se preko Mississippija prema zapadu za vrijeme zlatne groznice.
Ubrzo nakon širenja se počinje upotrebljavati 52 karte za igranje i dodaje se fleš. Za vrijeme američkog građanskog rata su se dodali mnogi dodatci, među kojima su draw poker, stud poker i skala. Igre sa zajedničkim kartama se dodaju 1925. .
Suvremeni turniri su postali popularni u američkim kockarnicama poslije početka World Series of Poker u 1970. Najpoznatiji pobjednici tog vremena su bili Johnny Moss, Amarillo Slim, Bobby Baldwin i Doyle Brunson. Velika popularnost je započela u 21. stoljeću zbog pojavljivanja online pokera i hole-card kamera (kamera koja snima igraće karte) koja omogućuje gledatelju praćenje igre. Zanimanje za poker turnirima su povećali sateliti za velike turnire, koji igračima omogućuju online kvalifikaciju. WSOP pobjednici 2003. i 2004. Chris Moneymaker i Greg Raymer su svoja mjesta osvojili na online kvalifikacijama.

## Igra
Postoje mnoge varijante pokera, no svi se igraju po istom načelu.
Pravo dijeljenja karata rotira se u smjeru kazaljke sata, djelitelj ima oznaku u obliku žetona pored sebe koji se naziva "Dealer Button". U kockarnicama djelitelj je zaposlenik kockarnice koji zamjenjuje igrače u dijeljenju karti. Iako sve dijeljenje preuzima jedna osoba, na stolu se nalazi žeton koji se pomiče u smjeru kazaljke sata koji prikazuje nominalnog djelitelj da bi se mogao odrediti redoslijed ulaganja.
Jedan ili više igrača su prisiljeni postaviti osnovni ulog (čest je engleski izraz pot). Osnovni ulog može biti ulog na slijepo (Blinds) koji postavljaju prva dva igrača ili ante, ulog koji plaćaju svi igrači na stolu da bi se stvorio osnovni ulog. Djelitelj miješa karte, presiječe ih i dijeli jednu po jednu igračima u smjeru kazaljke sata. Karte se dijele otvoreno (okrenute prema gore) ili zatvoreno (skriveno, okrenute prema dolje) ovisno o vrsti pokera. Nakon početnog dijeljenja počinje prvi krug klađenja. U svakom krugu se razvijaju ruke, često dodavanjem dodatnih karata ili zamjenom dodijeljenih karata. Nakon svakog kruga se ulozi skupljaju u centralni ulog.
Ako jedan igrač postavi okladu, ostali igrači su prisiljeni odustati, platiti okladu ili ju povisiti. Ako ni jedan protivnik ne plati okladu, igrač koji je postavio okladu dobiva pot, ne mora pokazati svoju ruku i započinje nova ruka. Mogućnost pobjede bez pokazivanja ruke onda omogućuje i tzv. "blefiranje". Blefiranje - riskantan pokušaj uvjeravanja protivnika da igrač (koji blefira) ima jaču kombinaciju karata - omogućuje, znači, pobjedu slabijih ruku nad jačima, tj. ulog (pot) može osvojiti osoba sa slabijom kombinacijom karata od osobe koja ima jaču kombinaciju karata, ako je uspjela kod ove izazvati dojam da protivnik možebitno ima jaču kombinaciju.
Ako je više od dva igrača u igri nakon zadnjeg kruga klađenja dolazi do pokazivanja, gdje igrači pokazuju svoje skrivene karte i uspoređuju ruke međusobno. Najjača ruka osvaja pot.

## Varijante pokera
- Draw poker - Svaki igrač dobiva pet ili više karata koje su sve skrivene. Igrač može zamijeniti jednu ili više karti određen broj puta.
- Stud poker - Igrač dobiva karte jednu po jednu, neke su otkrivene i vidljive drugim igračima. Razlika između draw i stud pokera je što u stud pokeru igraču nije dopušteno odbacivanje ili zamjena karata.
- Poker sa zajedničkim kartama - Igrač dobiva određen broj karti koje su skrivene. Dodaju se otkrivene karte koje su zajedničke svim igračima. Svaki igrač mora od svojih karti koje ima u ruci i od zajedničkih karti koje su na stolu složiti najjaču kombinaciju od pet karti.

Najpopularnije vrste pokera su:
- Texas Holdem - igrač dobiva 2 svoje i 5 zajedničkih karata.
- 5 Card Stud - igrač dobiva jednu zatvorenu i četiri otvorene karte.
- 7 Card Stud - igrač dobiva tri zatvorene i četiri otvorene karte
- 5 Card Draw - svaki igrač dobiva 5 karata koje ima pravo jedanput izmijeniti
- Omaha - verzija Texas Holdem u kojoj igrač dobiva dvije karte više nego u Texas Holdemu